# Robert Hogg (cầu thủ bóng đá)
Robert Hogg (1877 – 1963) là một cầu thủ bóng đá người Anh thi đấu ở vị trí tiền đạo.